# 街尾崙
街尾崙，是臺灣高雄市岡山區的一個傳統地域名稱，位於該區南部。相較於今日行政區，其範圍大致包括忠孝里西部、仁義里西北端、信義里東大半部、劉厝里不含西北端及東南端、白米里東部。
本地區境內主要聚落為街尾崙、劉寶公（劉厝）。

## 歷史
台灣日治初期，街尾崙地區為一街庄，稱為「街尾崙庄」（舊制街庄），隸屬於仁壽上里。該庄昔日西北與後協庄為鄰，北與前峰庄為鄰，東北與阿公店街為鄰，東邊為大藔庄，東南邊為林仔頭庄，南邊為五里林庄，西南邊為白米庄。
1901年（日治明治三十四年）11月11日，全台廢縣廳改設二十廳，該庄隸屬於鳳山廳。1904年（明治三十七年）5月3日，該庄編入「阿公店區」，隸屬於鳳山廳。1909年（明治四十二年）10月25日，全台合併二十廳為十二廳，阿公店區改隸屬於臺南廳。1920年（大正九年）10月1日，全台地方制度大改正，廢十二廳改設五州二廳，該庄改制為「街尾崙」大字，隸屬於高雄州岡山郡岡山街（新制街庄）。
戰後岡山街改制為岡山鎮，隸屬於高雄縣，大字亦改制為里。1950年（民國39年）10月1日，高、屏分治，岡山鎮仍隸屬於高雄縣。2010年（民國99年）12月25日，高雄縣、市合併為直轄高雄市，岡山鎮改制為岡山區。

## 聚落
本地區發展較早的聚落為街尾崙、劉寶公（劉厝），在日治初期的官方地圖上已有記載。

## 交通
省道台1線又稱「縱貫公路」，是台北至楓港的傳統平面幹道，經過本地區東部邊界地帶南側。由該道路北行可前往岡山區岡山市區衍生部分、路竹區、湖內區、台南市仁德區等地，南行可前往橋頭區、楠梓區、仁武區西部、左營區東部等地。
市道186號是維新至大樹的道路，經過本地區中北部的街尾崙聚落南側。由該道路西行可前往永安區東南部，並止於竹子港地區（今維新里）的省道台17線路口；東行可前往燕巢區、大社區、仁武區、大樹區等地。

## 學校
- 前峰國中（小部分）
- 兆湘國小（小部分）